# Даньшин, Иван Николаевич
Иван Николаевич Даньшин (укр. Іван Миколайович Даньшин; 4 октября 1923, Старица, Волчанский район, Харьковская губерния, Украинская ССР — 20 августа 2011, Харьков, Украина) — советский и украинский учёный-правовед, специалист в области криминологии. Участник Великой Отечественной войны.
Доктор юридических наук (1975), профессор (1978). Проректор по научной работе (1968—1973), заведующий (1972/3 — 1988 и 1994—1996) и профессор (1996—2011) кафедры криминологии и исправительно-трудового права Национальной юридической академии Украины имени Ярослава Мудрого. Член-корреспондент Национальной академии правовых наук Украины (1992). Заслуженный работник народного образования Украинской ССР (1990).

## Биография
Иван Даньшин родился 4 октября 1923 года в селе Старица Волчанского района Харьковской губернии. Начиная с 1942 года принимал участие в боях Великой Отечественной войны, сражался на Степном, Калининском, 1-м и 2-м Прибалтийских и на 2-м Украинском фронтах, был командиром артиллерийского орудия.
Высшее образование Даньшин получал после окончания войны, в 1949 году окончил Харьковский юридический институт (ХЮИ). После окончания вуза, до 1952 года работал в Полтавской областной коллегии адвокатов. Начиная с 1952 года трудился в исполнительном комитете Харьковского областного совета народных депутатов, сначала был юрисконсультом в отделе коммунального хозяйства, а с 1953 года на протяжении семи лет был помощником председателя этого органа местного самоуправления.
В 1961 году Иван Николаевич поступил в аспирантуру на кафедре уголовного права и процесса в ХЮИ, которую окончил в 1964 году и начал работать в этом учебном заведении. До 1965 года был ассистентом, а затем с 1965 по 1967 год — старшим преподавателем. В 1967 году Иван Даньшин был назначен заместителем декана заочного факультета ХЮИ, но уже в следующем году был переведён на аналогичную должность на вечерний факультет этого вуза.
В 1968 году Иван Николаевич занял должности доцента на кафедре уголовного права (до реорганизации кафедра уголовного права и процесса) и проректора по научной работе ХЮИ, последнюю из которых занимал до 1973 года. В 1972 (по другим данным в 1973) году был избран на должность заведующего кафедрой криминологии и исправительно-трудового права ХЮИ, которую занимал вплоть до 1988 года (по альтернативным данным возглавлял кафедру 23 года, начиная с 1973 года). С января 1994 по июль 1996 года вновь занимал эту должность в Национальной юридической академии Украины имени Ярослава Мудрого (до 1991 года ХЮИ, затем, до 1995 года Украинская юридическая академия), а затем стал профессором кафедры.
После создания Академии правовых наук Украины (АПрН Украины) некоторое время совмещал работу в ней и её подразделениях с работой в Национальной юридической академии Украины имени Ярослава Мудрого. С 1996 по 1998 год был заместителем директора Института изучения проблем преступности АПрН Украины. Также, был исполняющим обязанности заместителя академика-секретаря отделения правовых наук уголовного цикла АПрН Украины.
Иван Николаевич Даньшин скончался 20 августа 2011 года в Харькове. В некоторых источниках датой смерти Даньшина ошибочно называется 2007 год.

## Научная деятельность
В круг научно-исследовательских интересов Ивана Николаевича входили вопросы связанные с уголовным правом, криминологией и высшим образованием. В уголовном праве Даньшин изучал учения об этой отрасли права, понятие преступления, а также характеристику ряда преступлений, предусмотренных Уголовным кодексом. Изучая криминологию, Иван Николаевич особое внимание уделял предмету, методу и системе этой отрасли правовой науки, также занимался изучением вопросов, связанных с криминологической характеристикой преступления. Изучая проблематику высшего образования, опубликовал ряд работ касающихся образовательной программы и научной деятельности студентов.
В 1965 году Даньшин защитил диссертацию на соискание учёной степени кандидата юридических наук по теме «Хулиганство и меры по его ликвидации в СССР», а в 1975 году — докторскую диссертацию по теме «Основные вопросы уголовно-правовой ответственности охраны общественного порядка». Научным руководителем в кандидатской и научным консультантом в докторской диссертациях Ивана Николаевича был профессор В. В. Сташис, для которого Даньшин был вторым учеником, защитившим кандидатскую диссертацию и первым, защитившим докторскую. В 1978 году И. Н. Даньшину было присвоено учёное звание профессора, а в 1992 году он был избран членом-корреспондентом Академии правовых наук Украины (с 2010 года — Национальной).
Занимался подготовкой учёных юристов, был научным руководителем у 12 соискателей степени кандидата юридических наук и у 4 соискателей докторской степени.
И. Н. Даньшин был автором или соавтором приблизительно двухсот научных работ, в том числе восьми персональных и шести коллективных монографий. Основными его трудами являются: «Ответственность за хулиганство по советскому уголовному праву» (1971), «Уголовно-правовая охрана гражданского порядка» (1973), «Характеристика, общее понятие и система преступлений против общественного порядка» (1974), «За преступление — наказание» (1975), «Преступность: понятие, общая характеристика, причины и условия» (1988), «Введение в криминологическую науку» (1998), «Устоявшиеся формы преступности» (укр. «Усталені форми злочинності»; 2002), «Общетеоретические проблемы криминологии» (2005), «Правовая система Украины: история, состояние и перспективы» (укр. Правова система України: історія, стан та перспективи; 2008).
Был членом редакционных коллегий периодических изданий «Вестник Академии правовых наук Украины» и «Проблемы законности».

## Семья
Иван Николаевич был женат на Алле Петровне Даньшиной, которой посвятил свою монографию «Общетеоретические проблемы криминологии» (2005). Он говорил, что супруга постоянно оказывала обстановку семейного уюта и поддерживала его во всех творческих начинаниях. Сама Алла Петровна много лет работала на кафедре иностранных языков Харьковского юридического института.

## Награды
Иван Николаевич был удостоен следующих наград, премий и почётных званий:
- орден «За заслуги» III степени (Указ Президента Украины № 543/2004 от 14 мая 2004) — «за весомые личные заслуги в развитии отечественной науки, создание национальных научных школ, укрепление научно-технического потенциала Украины и по случаю Дня науки»[14];
- орден «За мужество» III степени;
- орден Отечественной войны I степени (6 ноября 1985)[15];
- орден Красной Звезды (16 ноября 1944)[16];
- две медали «За отвагу» (1 января 1944[17] и 6 сентября 1944[18]);
- почётное звание Заслуженный работник народного образования Украинской ССР (18 октября 1990) — «за заслуги в развитии правоведения и подготовке высококвалифицированных юридических кадров»[19];
- победитель областного конкурса «Высшая школа Харьковщины — лучшие имена» в номинации «преподаватель фундаментальных дисциплин» (2000);
- почётное звание «Заслуженный профессор Национальной юридической академии Украины имени Ярослава Мудрого» (июнь 2000);
- лауреат Премии имени Ярослава Мудрого в номинации «за выдающиеся заслуги в развитии правовой науки» (2002);
- семнадцать прочих военных наград.